# Battincourt
Battincourt (Luxemburgs: Beetem, Duits: Bettenhofen) is een dorp in de Belgische provincie Luxemburg. Het ligt in Halanzy, een deelgemeente van Aubange. Battincourt ligt in het Land van Aarlen; naast het officiële Frans wordt er ook Luxemburgs gesproken. In het Bos van Pertot tussen Battincourt en Rachecourt ontspringt de Vire.

## Bezienswaardigheden

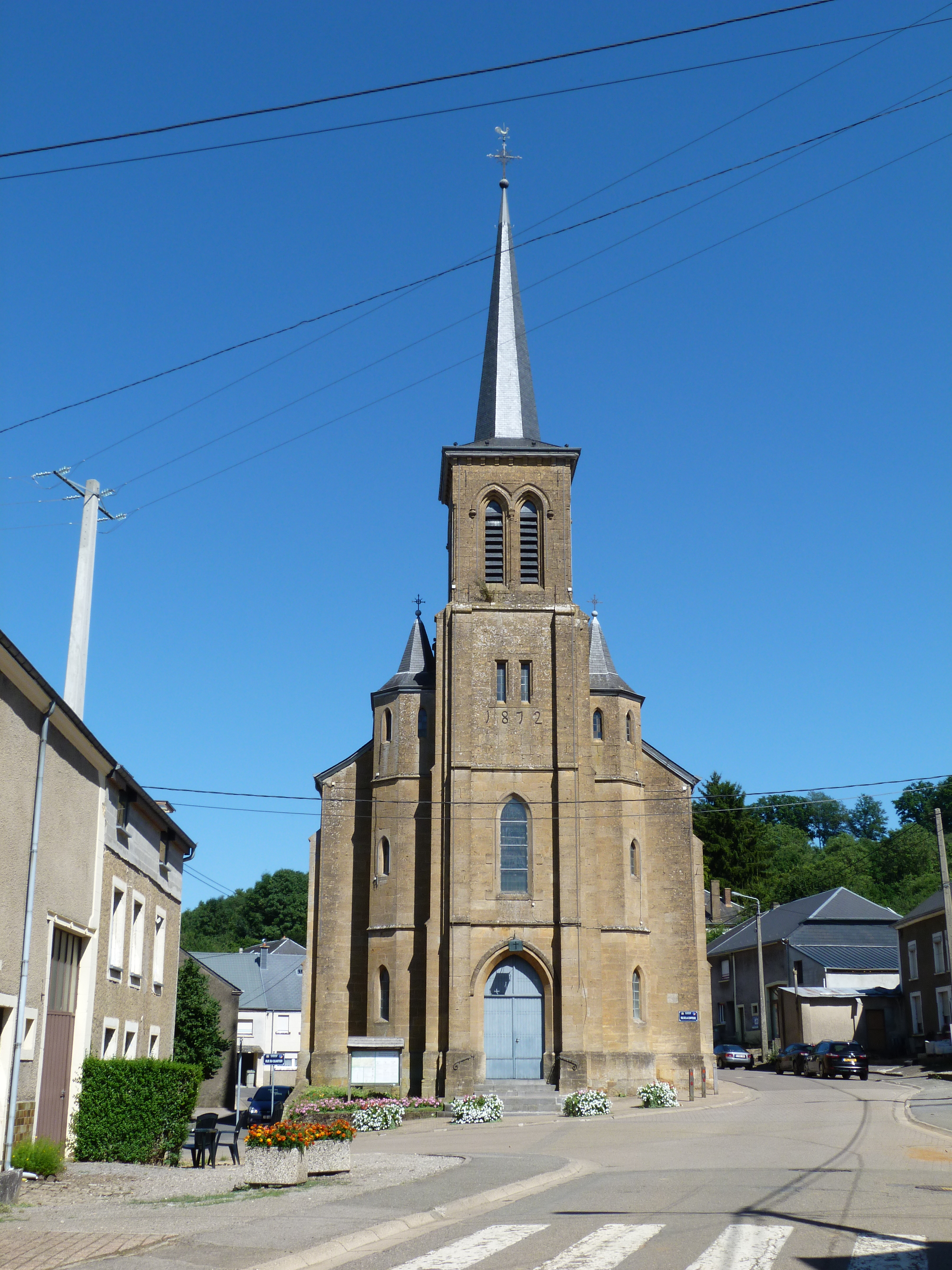
Sint-Nicolaaskerk

- De Sint-Nicolaaskerk uit 1872